# Обсадна кула
Обсадната кула (на латински: turres ambulatorie) е обсадна машина, която има за цел да предпазва нападетелите и стълбите, които приближават към крепостните стени на укрепление. Кулата обикновено има правоъгълна основа и с височина приблизително колкото тази на стените, за да може стрелците да стоят на върха ѝ и да стрелят направо във вътрешността на укреплението. Придвижва се на четири колела. Обикновено обсадните кули се правят от дървесина, но някои имат и метални части. Тъй като дървената конструкция ги прави уязвими на подпалване, те често имат покритие от желязо или пресни животински кожи.
В обсадните кули най-често се помещавали копиеносци, мечоносци или арбалетчици (атакували врага със стрели). Поради големината си обсадната кула била основна мишена за катапултите, но тя също така имала свои метателни оръдия.
Основната цел на обсадната кула е да прехвърля войски през вражеската стена. Когато се приближи до стената, от нея се хвърляла абордажна кука. След това войниците могли спокойно да нахлуят през стените направо в града, цитаделата или замъка.